# Conraua crassipes
Conraua crassipes är en groddjursart som först beskrevs av Buchholz och Peters in Peters 1875.  Conraua crassipes ingår i släktet Conraua och familjen Petropedetidae. IUCN kategoriserar arten globalt som livskraftig. Inga underarter finns listade i Catalogue of Life.